# Apamea exulis
Apamea exulis is een vlinder uit de familie uilen (Noctuidae). De wetenschappelijke naam is voor het eerst geldig gepubliceerd in 1836 door Lefebvre.
De soort komt voor in Europa.